# William Vickrey
William Spencer Vickrey, född 21 juni 1914 i Victoria, British Columbia, död 11 oktober 1996 i Harrison, Westchester County, New York, var en kanadensisk-amerikansk nationalekonom (amerikansk medborgare 1945) som belönades med Sveriges Riksbanks pris i ekonomisk vetenskap till Alfred Nobels minne 1996.
År 1961 lade William Vickrey grunden till modern auktionsteori. Vickrey själv uppfann andraprisauktioner, som nu ofta kallas för "Vickrey-auktioner". Närhelst "enstaka objekt av större värde" skall säljas bör ett auktionsförfarande övervägas.
Som nationalekonom var han i hög grad inspirerad av John Maynard Keynes idéer, och var en skarp kritiker av den nyliberala ekonomiska doktrinen som han fann ovetenskaplig och samhällsfarlig. I stället för balanserad budget och  inflationsbekämpning verkade han för att full sysselsättning skulle vara det helt dominerande målet för nationalekonomin och att detta bäst uppnåddes genom att stimulera folks köpkraft genom höjda löner till dem som hade de lägsta lönerna i samhället. På det sättet får man bäst i gång en stagnerad ekonomi, menade Vickrey. Då de med de lägsta lönerna har en massa eftersatta behov gör också deras pengar mest nytta för de går inte i första hand till spekulation eller stoppas undan i sparande utan måste användas direkt till de ekonomiska basbehoven och skapar på så vis fler arbeten genom högre efterfrågan. 
Vickrey avled kort tid sedan han fått reda på att han skulle få mottaga priset. Det blev kollegan Paul Milgrom, som för änkans räkning reste till Stockholm för att mottaga priset och hålla nobelföreläsningen. Auktionsteori hade varit en föga uppmärksammad del av Mikroekonomin. Priset inspirerade många yngre ekonomer till att börja specialstudera auktionsteori, som därmed nu fått en betydligt mera central roll inom forskningen.